# Samsung Galaxy Watch 6
Samsung Galaxy Watch 6 (stilizat ca Samsung Galaxy Watch6) este o serie de ceasuri inteligente bazate pe Wear OS, dezvoltate de Samsung Electronics. A fost anunțat pe 26 iulie 2023 la evenimentul bianual Samsung Galaxy Unpacked din Seul, Coreea de Sud, fiind prima lansare de acest tip organizată în țara de origine a companiei. Ceasurile au fost lansate pe 11 august 2023.

## Specificații
| Caracteristică             | Specificație                                                                                              |
| -------------------------- | --- |
| Sistem de operare          | Wear OS                                                                                                   |
| Procesor                   | Exynos W920                                                                                               |
| Memorie RAM                | 1.5 GB |
| Stocare internă            | 16 GB |
| Ecran                      | AMOLED circular, 1.4" sau 1.2"                                                                            |
| Rezoluție                  | 430 x 430 pixeli (40 mm) sau 396 x 396 pixeli (44 mm)                                                     |
| Conectivitate              | Bluetooth 5.2, Wi-Fi 802.11 b/g/n, NFC                                                                    |
| Senzori                    | Accelerometru, giroscop, barometru, senzor de lumină ambientală, senzor de ritm cardiac, ECG, senzor SpO2 |
| Baterie                    | 284 mAh (40 mm) sau 361 mAh (44 mm)                                                                       |
| Durata de viață a bateriei | Până la 5 zile                                                                                            |
| Rezistență la apă          | 5 ATM |
| Carcasa                    | Oțel inoxidabil sau aluminiu                                                                              |
| Brățară                    | Silicon sau piele                                                                                         |
| Dimensiuni                 | 40 mm x 40 mm x 10.7 mm sau 44 mm x 44 mm x 10.7 mm                                                       |
| Greutate                   | 28.7 g sau 33.6 g                                                                                         |